# Steyr AUG

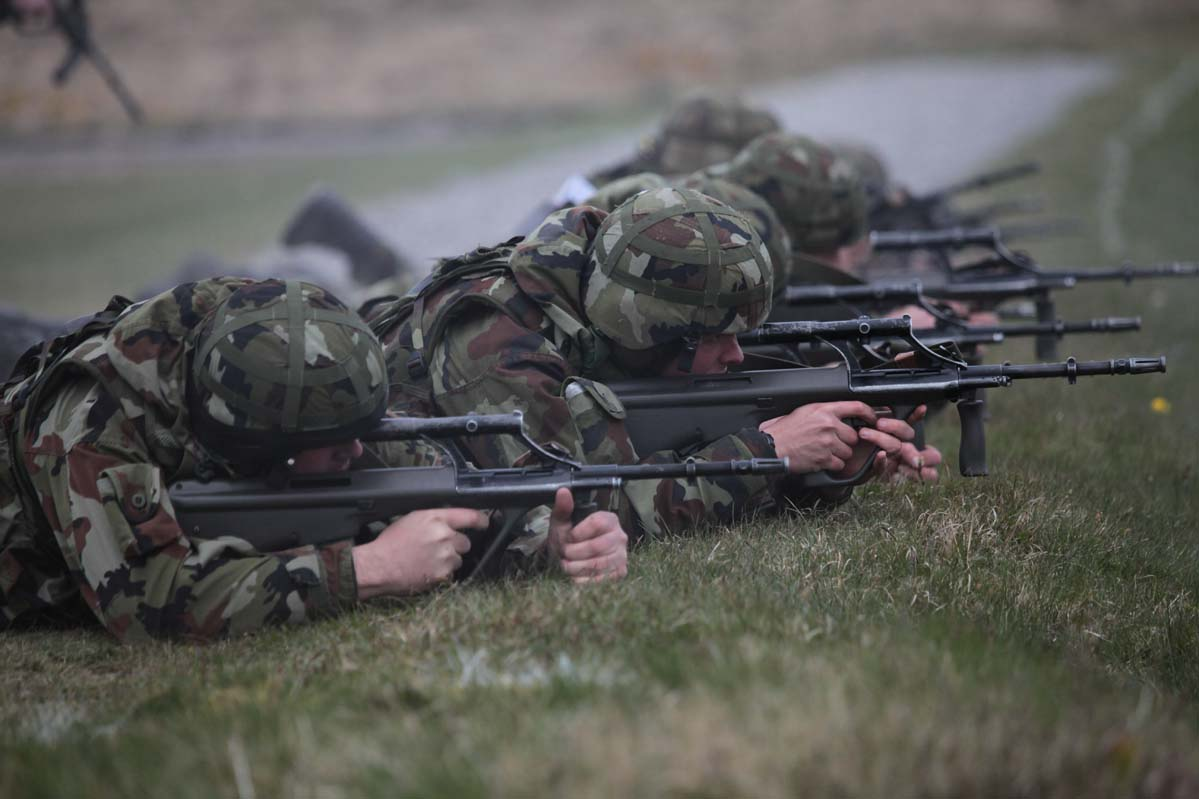
Soldados irlandeses com sua AUG.

O Steyr AUG (Armee-Universal-Gewehr—"rifle universal do exército") é um fuzil de assalto bullpup 5,56×45mm NATO austríaco, projetado nos anos 60 pela Steyr-Daimler-Puch e agora fabricado pela Steyr Mannlicher GmbH & Co KG.
Foi adotado pelo exército austríaco como StG 77 (Sturmgewehr 77) em 1978, onde substituiu o rifle automático 7,62×51mm StG 58 (um FN FAL construído sob licença). Em produção desde 1978, é o braço pequeno padrão do Bundesheer austríaco e várias unidades policiais nacionais. Suas variantes também foram adotadas pelas forças armadas de dezenas de países.

## Utilizadores
- Austrália: Forças Armadas da Austrália.[5]
- Áustria: Arma padrão do Bundesheer, como sua nomenclatura oficial  StG 77.
- Bolívia[6]
- Bulgária[7]
- Camarões[6]
- Croácia: Forças especiais.[8]
- Djibuti[9]
- Equador[6]
- Ilhas Malvinas[10]
- Gâmbia[6]
- Indonésia[11]
- Irlanda[12][13][14]
- Itália[15]
- Luxemburgo[16][17]
- Malásia[18][19][20][21][22]
- Marrocos[6][9]
- Países Baixos[1]
- Nova Zelândia[23]
- Omã[6][14]
- Paquistão[24]
- Papua-Nova Guiné[6]
- Filipinas[25]
- Arábia Saudita[9][14]
- Sérvia[8]
- Taiwan[6][26]
- Tunísia[6][14]
- Estados Unidos[27]
- Uruguai[28]